# William Pearce Howland

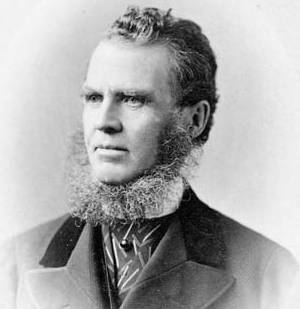
William Pearce Howland

Sir William Pearce Howland, PC, KCMG (* 29. Mai 1811 in Pawling, New York; † 1. Januar 1907 in Toronto) war ein kanadischer Politiker. Von 1867 bis 1868 war er Abgeordneter des Unterhauses und Minister, anschließend amtierte er bis 1873 als Vizegouverneur der Provinz Ontario. Als einer der Väter der Konföderation gehört er zu den Wegbereitern des 1867 gegründeten kanadischen Bundesstaates.
Die kanadische Regierung, vertreten durch den für das Historic Sites and Monuments Board of Canada zuständigen Minister, ehrte Howland am 25. Mai 1959 für sein Wirken als einer der Väter der Konföderation und erklärte ihn zu einer „Person von nationaler historischer Bedeutung“.

## Biografie
Howland erhielt seine Schulbildung an der Kinderhook Academy. 1830 zog er nach Oberkanada und führte zusammen mit seinem Bruder einen Laden in Cooksville (Mississauga). 1841 erhielt er die britische Staatsbürgerschaft. In den folgenden Jahren baute er am Humber River ein Sägewerk und eine Getreidemühle auf, 1851 kam eine Markthalle in Toronto hinzu. Howlands politische Karriere begann 1857 mit der Wahl zum Unterhausabgeordneten der Provinz Kanada. Von 1859 bis 1862 präsidierte er die Handelskammer von Toronto.
In zunehmendem Maße setzte sich Howland für die Vereinigung der verschiedenen Kolonien in Britisch-Nordamerika zu einem föderalen Bundesstaat ein. Von Mai 1862 bis Mai 1863 gehörte er als Finanzminister dem Kabinett von John Sandfield Macdonald an, anschließend bis Mai 1864 als Schatzmeister. Unter John Macdonald amtierte er von November 1865 bis August 1866 als Postminister, danach ein weiteres Mal als Finanzminister. Howland gehörte jener Delegation an, die im Dezember 1866 an der Londoner Konferenz teilnahm. Bei dieser wurde die spätere Verfassung Kanadas ausgearbeitet.
Bei der ersten kanadischen Unterhauswahl im Jahr 1867 siegte Howland im Wahlbezirk York West. Im Kabinett von Premierminister John Macdonald war er ab dem 1. Juli 1867 Minister für Inlandsteuern, bis er am 18. Juli 1868 aus gesundheitlichen Gründen zurücktrat. Drei Tage zuvor vereidigte Generalgouverneur Lord Monck ihn als Vizegouverneur der Provinz Ontario. Dieses repräsentative Amt übte Howland bis zum 11. November 1873 aus. Anschließend war er Verwaltungsratspräsident mehrerer Unternehmen.
Seine Söhne William Holmes Howland und Oliver Aiken Howland waren später Bürgermeister von Toronto.